# オペル・ザフィーラ
ザフィーラ（Zafira）はオペルが生産、販売していたミニバン。
日本には、初代（2000年から2001年）、2代目（2005年から2006年）が導入された。
日本でのスバル・トラヴィック（初代モデルのみ。販売終了）のほか、英国ではボクスホール、タイ王国・ブラジルなどではシボレー、豪州ではホールデンといったブランド名でも販売されていた。

## 初代 ザフィーラA（1999年 - 2005年）
欧州ブランド車としては最初の小型ミニバンとして1999年に発売された。1997年フランクフルトモーターショーのアストラG販促CD内に１つだけミニバンの写真が収録されており、それが公開された最初の姿である。オペルの小型乗用車アストラをベースに開発されており、3列シートを持つ。3列目は3列目下に収納され、荷室を完全フラットにする事ができ広大な空間をとる事が可能。
2000年4月、ヤナセによる輸入・販売が開始された。エンジンはアストラなどに搭載されるX181型1.8Lで、それに4ATを組み合わせたCDXグレードのみで展開された。2001年モデルよりZ18型レギュラーガソリン仕様エンジンに変更され10馬力パワーアップした。しかし、後述のトラヴィックとの兼ね合いなどから販売不振に陥り、発売から僅か1年8ヶ月で販売が中止された。
燃料電池自動車「ハイドロジェン3」のベース車となっており、燃料は液体水素を採用、60kWの交流電動機を搭載する。日本では2003年にフェデックスに貸与して東京都内で配送車としてのモニター試験が行なわれた。

### 販売価格に関する問題
2001年8月、ザフィーラのOEM車である「トラヴィック」が富士重工業 (現SUBARU) から発売された。同車はスピードスター等にも搭載された上級のサターン製2.2Lエンジンを搭載しており、装備においてもザフィーラに優っていたも関わらず、その価格設定は50-100万円程度安価なものであった（但し、ザフィーラにおいてはサイドエアバッグが標準装備）。
同型輸入車のあからさまな販売価格の逆転は、日本における外国ブランド車の価格設定におけるプレミアム価格（上乗せ金）の存在を如実に示すものとして話題になった。このような状況の下、ヤナセによる販売は累計3,300台程度をもって2001年12月に中止となり、オペルの日本市場撤退の最大要因となったと言われている。トラヴィックとザフィーラの併売期間は４ヶ月程度であった。

## 2代目 ザフィーラB（2005年 - 2014年）
2005年7月より欧州で販売開始。その後、チリ、メキシコ、タイではシボレーブランドで販売された。
2005年12月、ゼネラルモーターズの日本法人（日本ゼネラルモーターズ等）により2.2Lガソリンエンジン仕様の輸入・販売が開始された。
2006年3月1日、装備を追加すると同時にグレード名を「CDスタイルパッケージ」「Sportナビパッケージ」に変更した。
2006年5月、オペルブランドの日本市場撤退に伴い販売中止。2代目モデルの登録台数は265台（SPORT 133台。CD 132台）であった。

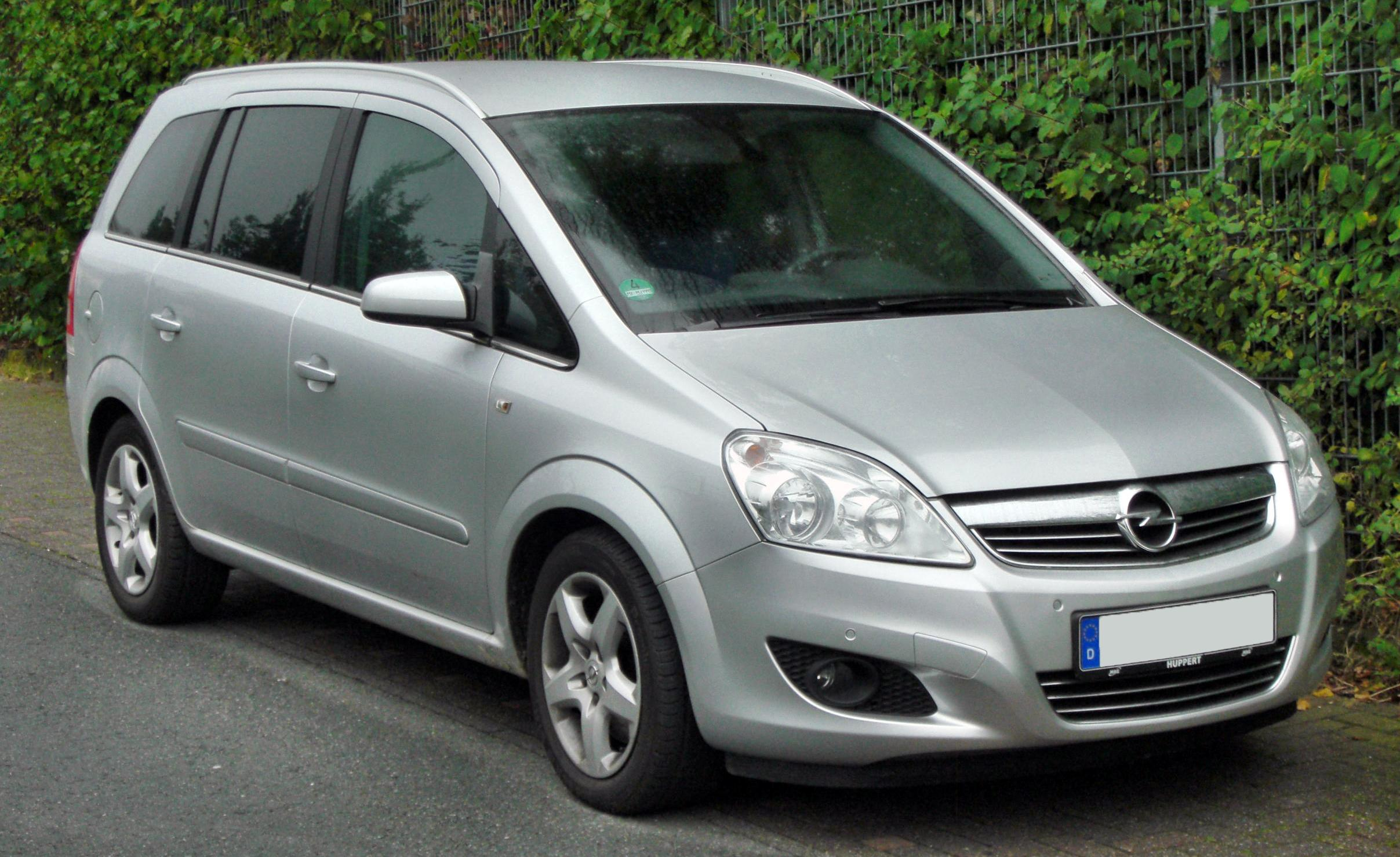
オペルザフィーラ（改良型）
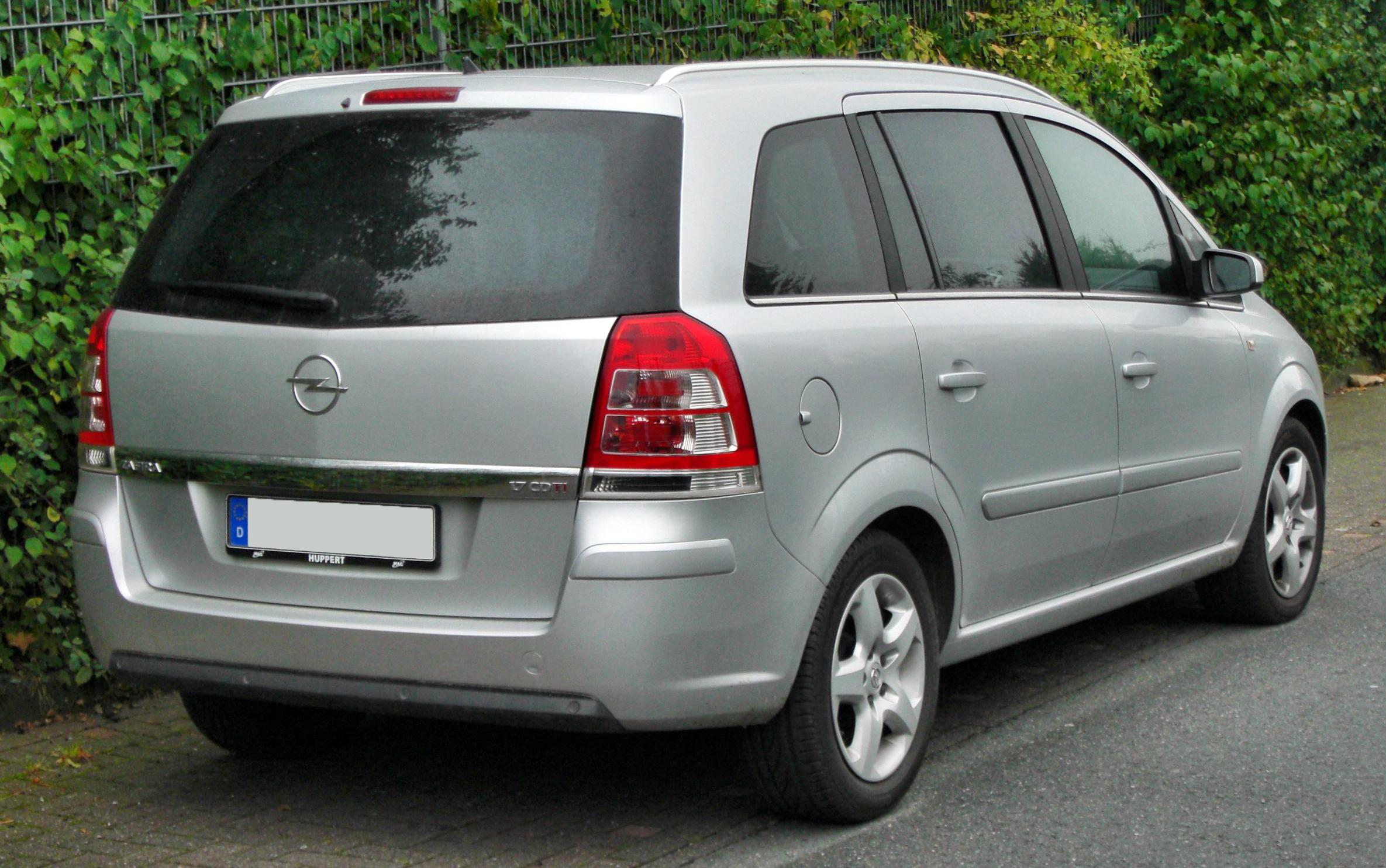
オペルザフィーラ（改良型）
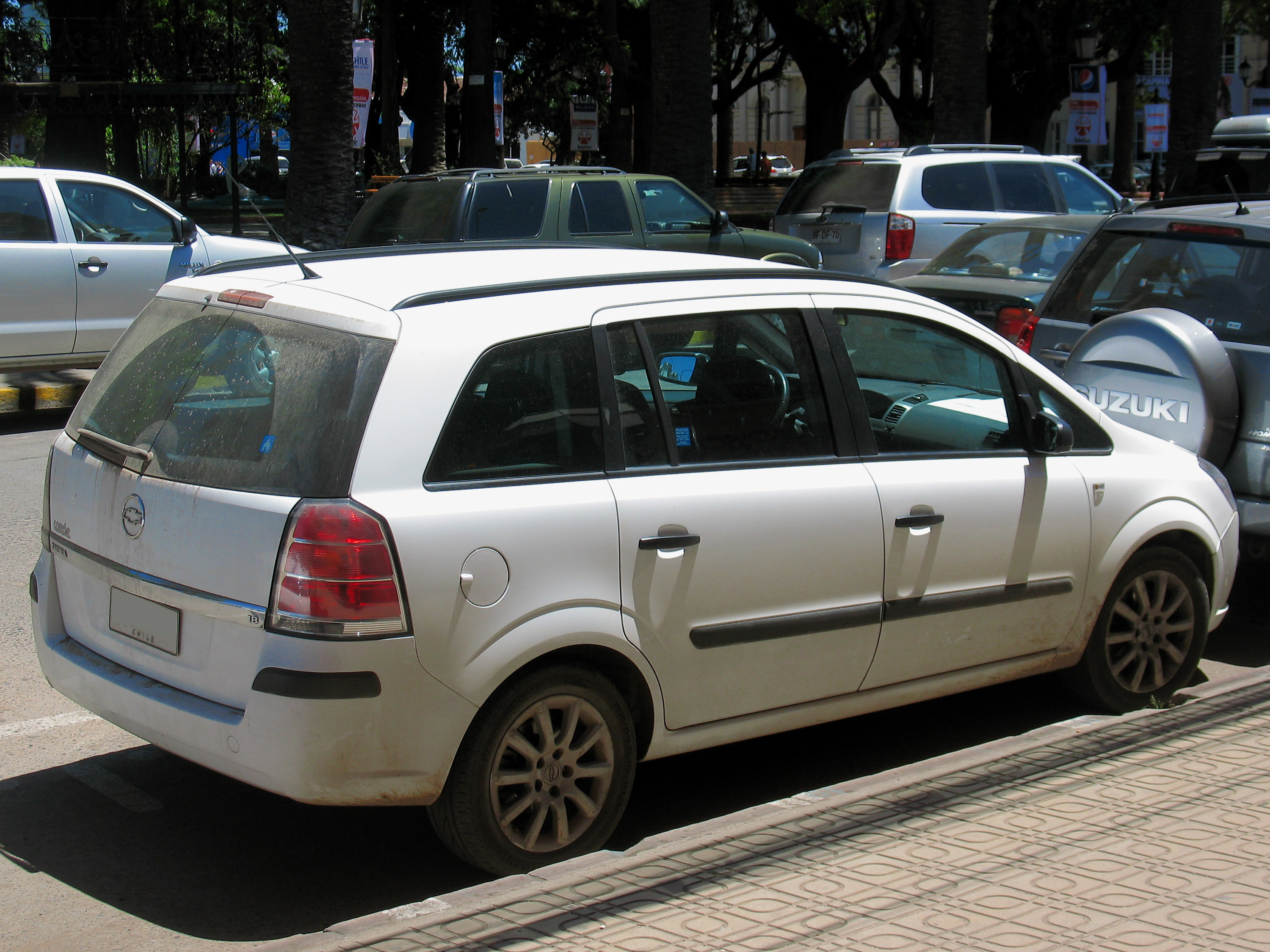
シボレーザフィーラ

## 3代目 ザフィーラツアラーC（2011年 - 2019年）
2011年3月1日に開幕したジュネーブモーターショーでお披露目された「ザフィーラツアラーコンセプト」が源流であり、量産型は同年9月のフランクフルトモーターショーでワールドプレミアとなり、同年12月に発売を開始。同社のEVであるアンペラに似た個性的なフロントマスクを採用。ベースとなっているのはアストラJであるが、サイズはひとまわりほど拡大され、かつて販売されていたシントラに近くなった。
なおツアラー登場後もザフィーラBは「ザフィーラファミリー」として併売される。
2016年9月29日に開幕したパリモーターショーにてマイナーチェンジモデルを初公開。ヘッドライト、グリル、バンパーのデザインが変更されたほか、ステアリングホイールが新デザインになった。オペルのモデルでは、この改良を機に「ツアラー」が名前から外された。
2018年6月、英国にて「ボクスホール・ザフィーラツアラー」が販売終了。

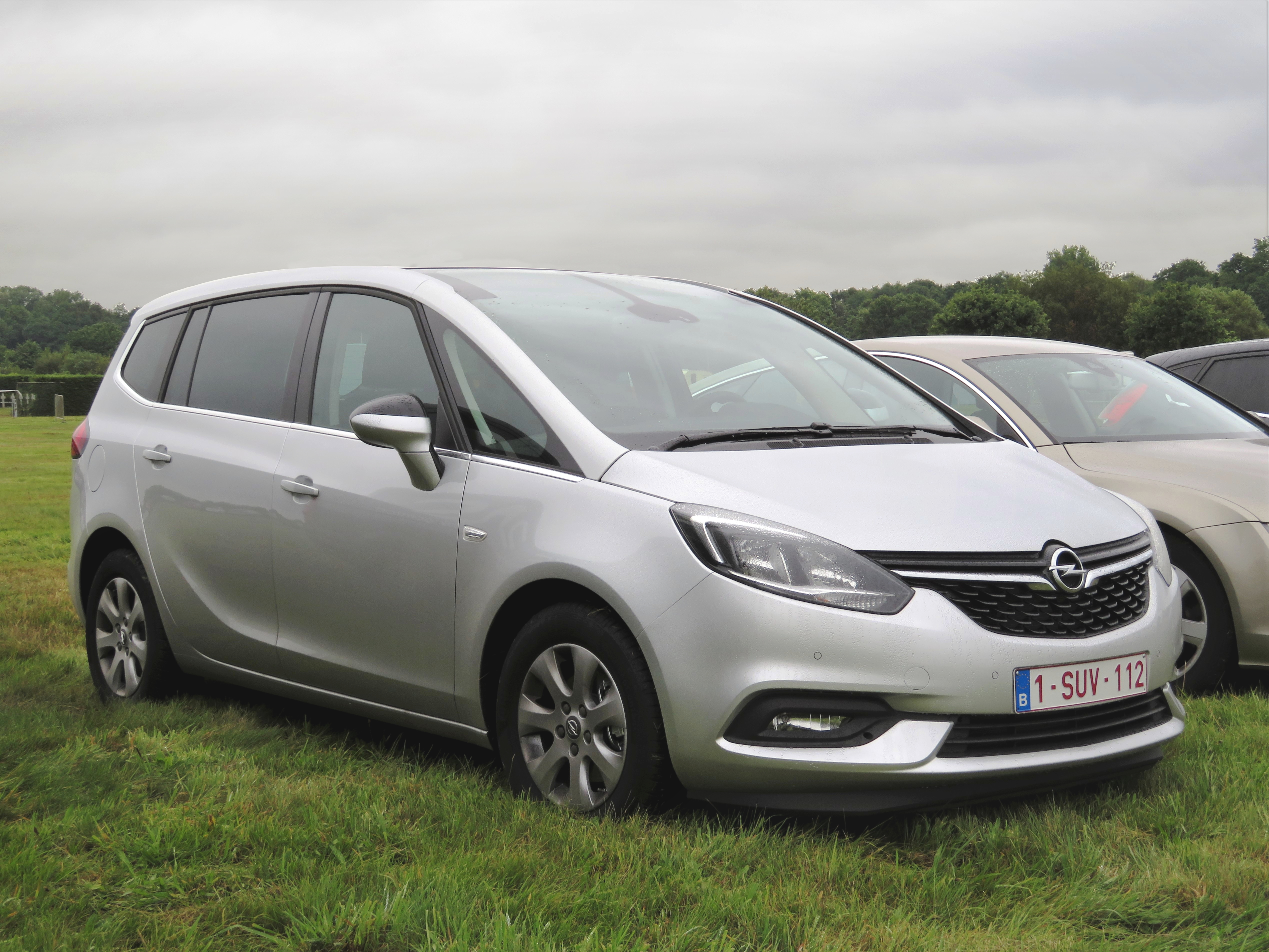
オペル ザフィーラ（2016年改良型）
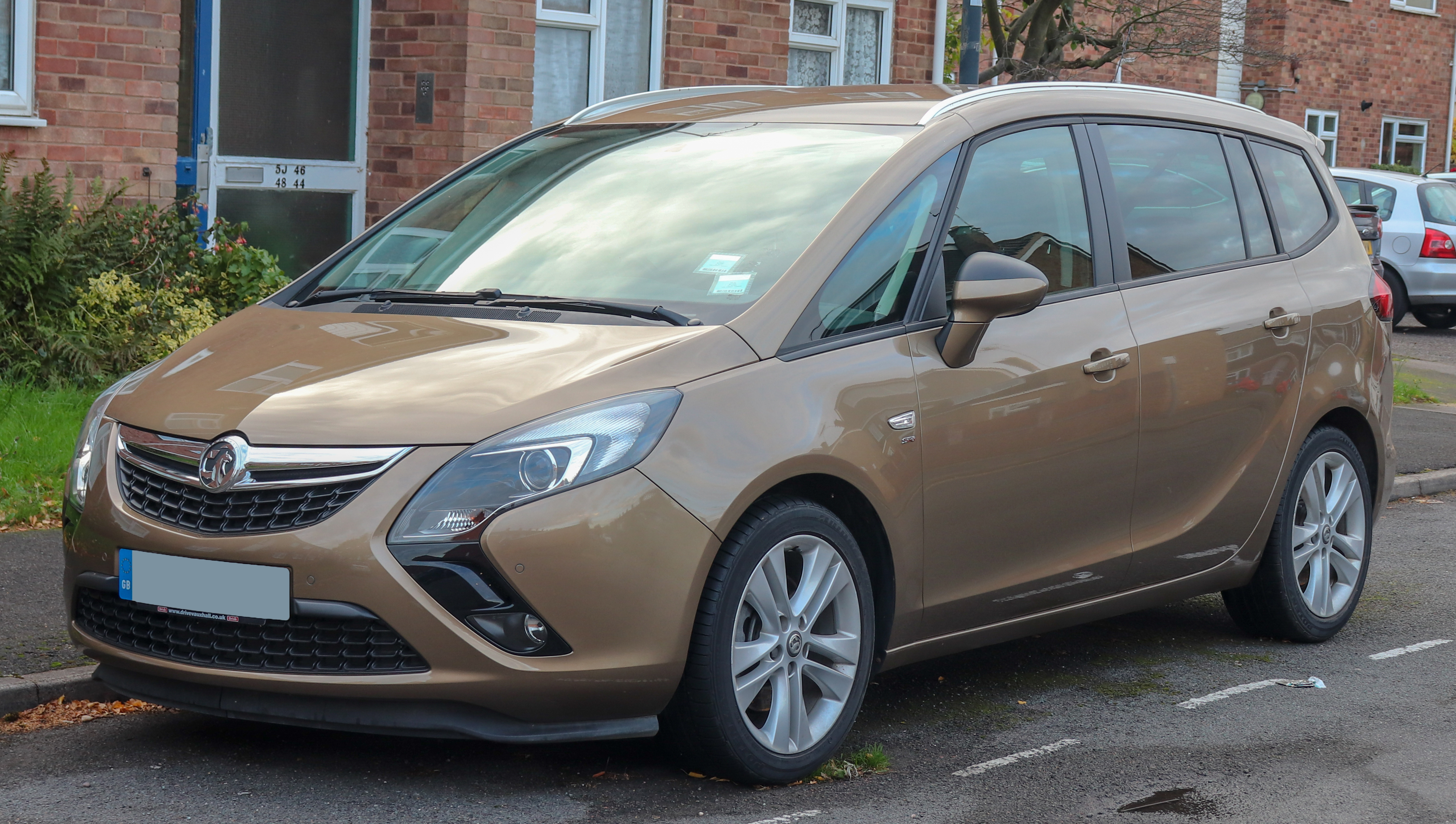
ボクスホール ザフィーラツアラー
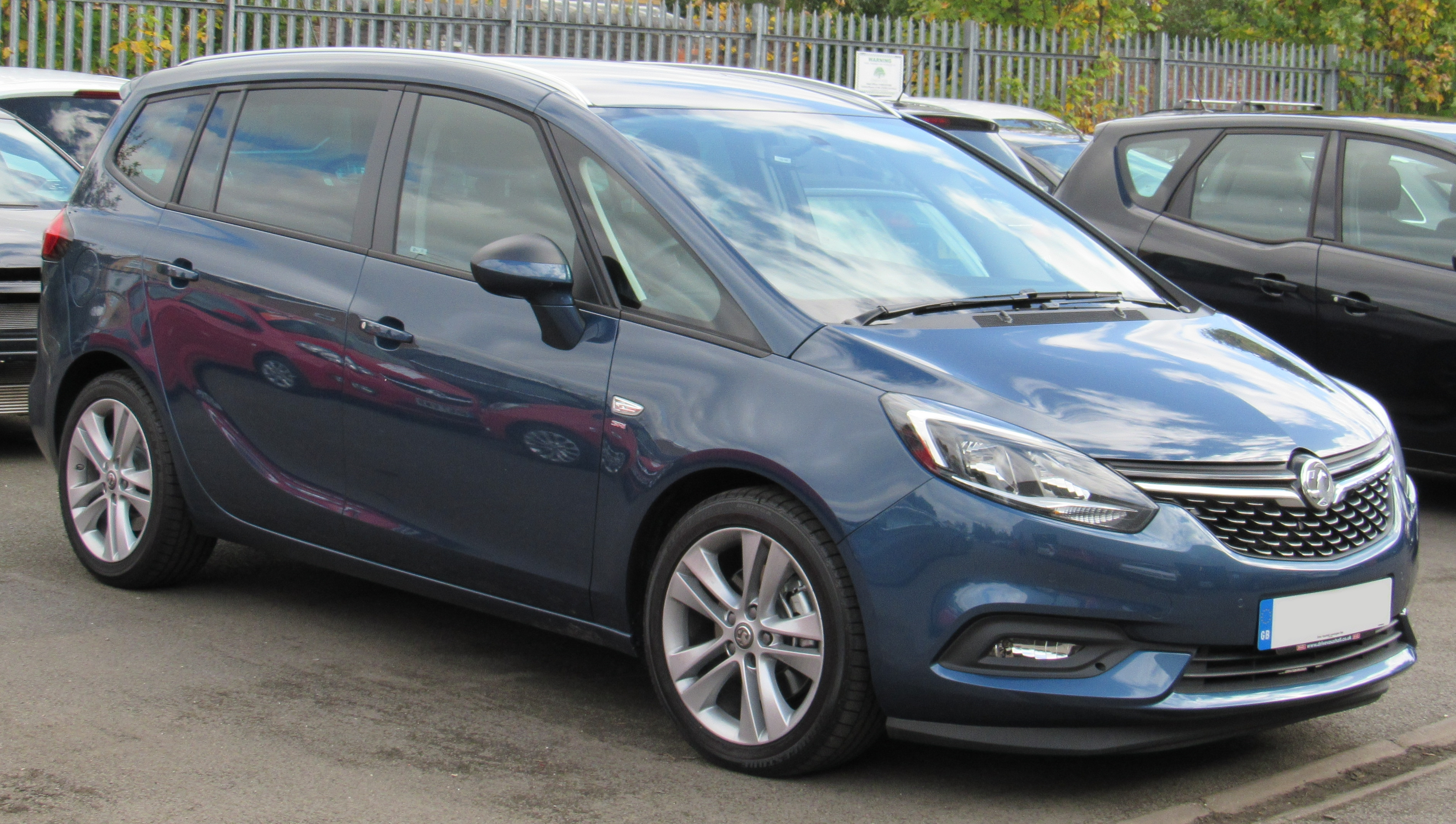
ボクスホール ザフィーラツアラー（改良型）

## 4代目 ザフィーラライフ（2019年 - ）
3代目「オペル・ヴィヴァーロ」の乗用仕様が「ザフィーラ ライフ」を名乗っている。

## 車名の由来
宝石である「サファイア」の造語。